# 土星1号运载火箭
土星1号运载火箭是美国第一枚专门用来将载荷送入地球轨道的运载火箭。美国国家航空航天局共发射了10枚土星1号运载火箭。此后由土星1B號運載火箭所取代。与1号相比1B号拥有比较强的第二级推进器。

## 历史
1957年4月沃纳·冯·布劳恩的小组开始为陸軍彈道飛彈署开始设计重载火箭，这是土星计划的开始。冯·布劳恩建议使用红石火箭和木星火箭的组成部分，将它们组合在一起产生一个能够达到150万磅力（相当于670万牛顿）推进力的新设计。冯·布劳恩曾经将作为太空运载火箭的红石和木星火箭称为“土星一号”和“土星二号”，而将计划中的两者混合的设计称为“土星五号”。
冯·布劳恩的组计划将土星五号设计为研究和开发“主动和被动太空武器”的总运载火箭。预计的用途包括各种军事服务，比如发射海军的导航卫星、陆军和空军的侦查、通讯和气象卫星、支援空军载人飞行、陆军6400千米以上的物质运输。他觉得这个涉及还可以作为其它推进系统的极好的实验品，比如空军从1955年开始的150万磅力引擎。冯·布劳恩还打算使用土星作为载人月球飞行的基础。土星每次可以将9000千克载荷运输到近地轨道。冯·布劳恩建议一共使用它运输15次，然后在地球轨道上组装一个20万磅力的月球飞船。
他们研究了不同已有的部件的组合。这些设计的共同点在于其第一级都市围绕着土星火箭的燃料箱装置八枚红石火箭的推进器。燃料箱的底部装有一块推进板，在这块板上装有八枚引擎。火箭初是在发展纳瓦霍火箭时提出的，后来又被用在雷神火箭和土星的上。作为第二级他们考虑过使用擎天神火箭或者泰坦一號火箭。泰坦一號比较受青睐因为当时擎天神正在大量为美国空军生产，没有多余的生产能力。他们建议将现存的泰坦改造为120英寸直径，并将它延长为200英尺。作为第三级计划使用估计1963年可以开始使用的半人马座火箭。这时前两级也应该完成其测试。这个三级设计比后来实用的土星设计要高和瘦长。
1957年12月飞弹署将这个设计提交给美国国防先進研究计划局，按照这个方案这个“快速研制项目”将于1963年推出一个可以完全运行的系统。从1958年至1963年预计的总研制金额为8.5亿美元，其中包括30次研究和发展飞行，其中一些携带载人和不载人负载。但是一直到1958年8月该研制组才获得了继续研制的批准，9月他们与公司达成协议研究引擎的改善，这是土星项目的正式开始。
12月冯·布劳恩向新成立的美国国家航空航天局介绍了他们的设计，并介绍了他计划的月球登陆的设计。同时空军也展示了他们自己的设计。空军的设计包括使用已有的部件进行四级推进。空军的设计中最大的火箭比朱诺大得多，其目的在于使用单次发射直接飞往月球。1959年1月6日航空航天局选择了冯·布劳恩的设计，为这个设计提供了一个重要的推动。
1月末航空航天局完成了其整个发展计划，这个计划包括织女星和半人马座上级推进器、土星五号以及他们自己设计的新星火箭。后来原保密的阿金纳火箭公开后新星火箭被取消，因为阿金纳火箭的功能与原来航空航天局的设计差不多。
1959年2月冯·布劳恩将这个新火箭的名字改为土星，因为它“继木星之后”。木星是基于木星二号设计的，冯·布劳恩觉得应该给新设计起一个新名字。土星的发展迅速。5月推进器试验点火。6月在卡纳维拉尔角开始建造34号发射台。
空军对于陆军的设计赢得了航空航天局的投标显然非常气愤，他们试图赢得过程管理的合同。国防预先研究计划局后来支持陆军，使得整个事件更加麻烦。1959年12月计划局提出了将第二级提升为使用四个新的两万磅力液氢液氧作为燃料的推进器的修改要求。同时半人马座火箭也要求相应提升。这显然是要求使得土星能够发射X-20試驗機。但是由于X-20試驗機本来是计划使用120英寸泰坦火箭来发射的，不需要这么强大的发射功率，因此这个要求的来源当时非常可疑。后来证明这个要求实空军出的一个拖延策略，其目的是使得空军可以迅速设计其自己的、能够与土星竞争的火箭。
这些更改本来的目的在于推迟土星的研制，但是具有讽刺性的是它们后来导致了土星的最终设计。虽然要求中提出的新的两万磅力推进器没有实现，但是为了达到类似的推进能力设计师使用了六个半人马座引擎，将它们组合在新设计的160英寸第三级上，这样产生了第二级推进器。后来在中这六枚半人马座火箭被单一的J-2火箭取代。这大大提高了土星的发射功力，使得它能够发射阿波羅指揮/服務艙，为阿波罗计划提供了不可估量的作用。
最后美国国防部决定使用土星火箭运载军事任务太大太昂贵。他们也认为土星级的大型运载火箭应该由航空航天局负责，因为它们没有急迫的军事用途。1960年7月1日整个陸軍彈道飛彈署被转让给了航空航天局。土星火箭成为阿波罗计划的一部分。国防部将其运输重栽的重点转向泰坦火箭，发展了后来的大力神3号和大力神4号火箭。大力神3号可以运载约与土星1B号类似的重量，但是其生产和发射的费用比土星要低。
土星1号运载火箭的主要载物是阿波罗飞船。当时也有过用它发射X-20試驗機以及双子星座飞船的打算。

## 组成部分

### 级
是一个由八枚火箭引擎组成的第一级推进器。它由九个燃料箱、八个尾翼、推进结构、八枚火箭和许多其它部分组成。九个燃料箱中包括八个红石火箭燃料箱，其中四个装液氧，涂成白色，四个装，涂成黑色。它们组合在一个木星火箭燃料箱周围，这个木星火箭燃料箱也装液氧。外部的四枚火箭可以转向，由此可以用来控制火箭的推进方向。这使得整个第一级还需要一些更多的部件。
第一级数据:
- 高度：24.48米
- 直径：6.52米
- 引擎：8枚推进器
- 推进：160万磅力（710万牛顿）
- 燃料：4.1万加仑（提炼的煤油，155立方米）
- 氧化剂：6.6万加仑液氧（250立方米）
- 燃烧时间：2.5分钟
- 燃末高度：42英里（68千米）

#### 引擎
引擎是使用液氧和的20万磅力（89万牛顿）引擎。一些德爾它火箭和木星火箭使用单个引擎。它是从纳瓦霍火箭发展出来的。在中它获得了继续的简化和提高。它被用在所有的火箭级里。后来它被改进为20.5万磅力（91.2万牛顿）推进。后来被改进为用在土星5号运载火箭中使用的引擎。基础数据：
- 燃料：
- 氧化剂：液氧
- 高度：8.5英尺（2.6米）
- 宽度：5.5英尺（1.7米）
- 推进：20万磅力（89万牛顿）
- 改进后的推进：20.5万磅力（91.2万牛顿）
- 燃料流量：2092加仑/分钟（132升/秒）
- 氧化剂流量：3330加仑/分钟（210升/秒）
- 氧化剂对燃料的比率：2.23:1
- 式样：双推进标准
- 标准内腔压力：4400帕斯卡
- 内侧重量：810千克
- 外侧重量：920千克
- 比冲：263秒（2.6千牛顿·秒/千克）

### 级
是一个液氢液氧火箭级。它由六枚引擎组成。它们全部能够转向。这个火箭级的燃料箱互相之间全部相通，这减轻了10吨的重量。数据：
- 高度：12.19米
- 直径：5.49米
- 引擎：六枚引擎
- 推进：40万牛顿
- 燃料：液氢
- 氧化剂：液氧
- 燃烧时间：约410秒
- 燃尽高度：至450千米

#### 引擎
引擎是6.67万牛顿推动力的、使用液氧液氢的引擎。一些擎天神和泰坦火箭使用它作为第二级。所有的和半人马座火箭均使用它。
基本数据：
- 燃料：液氢
- 氧化剂：液氧
- 高度：68英寸（1.7米）
- 直径：39英寸（1.0米）
- 推进：1.5万磅力（6.7万牛顿）
- 比冲：433秒（4250牛顿·秒/千克）
- 燃烧时间：482秒
- 标准内腔压力：240万帕斯卡
- 干重量：135千克

### 仪表组
仪表环是一个位于土星1号第二级第二块顶端的一个环状结构。它是在第五至第十次发射时被装上的。其目的在于用来测试下一代土星5号仪表组的设计。一些土星1号仪表组中的部分也被用在土星1B中了。总的来说这个仪表组以及其控制计算机与土星1B中使用的类似。
仪表组是在马歇尔航天飞行中心生产的。它包括和导航平台以及控制和遥测系统。它控制在大气层内的上升，抵偿风的影响以及上升过程中的推进损失。
仪器组有一个光学窗口，这样地面上的一个經緯儀可以用来定向。这个定向方法是在起飞过程中必须的。
早期土星1号的导航计算机是根据为泰坦二號火箭设计的计算机发展过来的。
基础数据：
- 直径：3.9米
- 高度：2.3米
- 重量：2,769千克

## 发射
| 发射号码 | 任务 | 发射日期       | 附录 |
|          |      | 1961年10月27日 | 首次试飞，仅第一级，亚轨道，最高高度136.5千米，到达最高高度时的重量为5.25吨                                                             |
|          |      | 1962年4月25日  | 第二次试飞，仅第一级，亚轨道，在最高点145千米处释放了86吨水                                                                             |
|          |      | 1962年11月16日 | 第三次试飞，仅第一级，亚轨道，在最高点167千米处释放了86吨水                                                                             |
|          |      | 1963年3月28日  | 第四次试飞，仅第一级，亚轨道，载假S-IV第二级，高度129千米，飞行400千米                                                                  |
|          |      | 1964年1月29日  | 首次第二级测试，轨道远地点760千米，近地点264千米。质量17.55吨。1966年4月30日回入大气层                                                  |
|          |      | 1964年5月28日  | 首次阿波罗模版起飞，轨道远地点204千米，近地点179千米，质量17.65吨。阿波罗模版于1964年6月1日回入大气层                                   |
|          |      | 1964年9月18日  | 第二次阿波罗模版起飞，轨道远地点203千米，近地点178千米，质量16.7吨。阿波罗于1964年9月22日坠入大气层                                     |
|          |      | 1965年2月16日  | 首枚飞马座微型卫星，轨道远地点523千米，近地点430千米。质量1.45吨。飞马座1号于1978年9月17日回入大气层，阿波罗于1985年7月10日回入大气层   |
|          |      | 1965年5月25日  | 第二枚飞马座微型卫星，轨道远地点594千米，近地点467千米。质量3.2吨。飞马座2号于1979年11月3日回入大气层，阿波罗于1989年7月8日回入大气层   |
|          |      | 1965年7月30日  | 第三枚飞马座微型卫星，轨道远地点567千米，近地点535千米。重量1.45吨。飞马座3号于1969年8月4日坠入大气层，阿波罗于1975年11月22日坠入大气层 |